# シーフォード男爵
シーフォード男爵（英: Baron Seaford）は、イギリスの男爵、貴族。連合王国貴族爵位。
2020年現在、シーフォード男爵エリス家は男爵以外の爵位を持たない。

## 歴史
チャールズ・エリス(1771-1845)はジャマイカの砂糖プランテーションを経営する一族に生まれた。彼は渡英ののちオックスフォード大学に進学、在英不在農園主となった。エリスは1793年より庶民院議員を務めたのち、1826年7月1日にサセックス州シーフォードのシーフォード男爵(Baron Seaford, of Seaford in the County of Sussex)に叙されて貴族院に転じた。

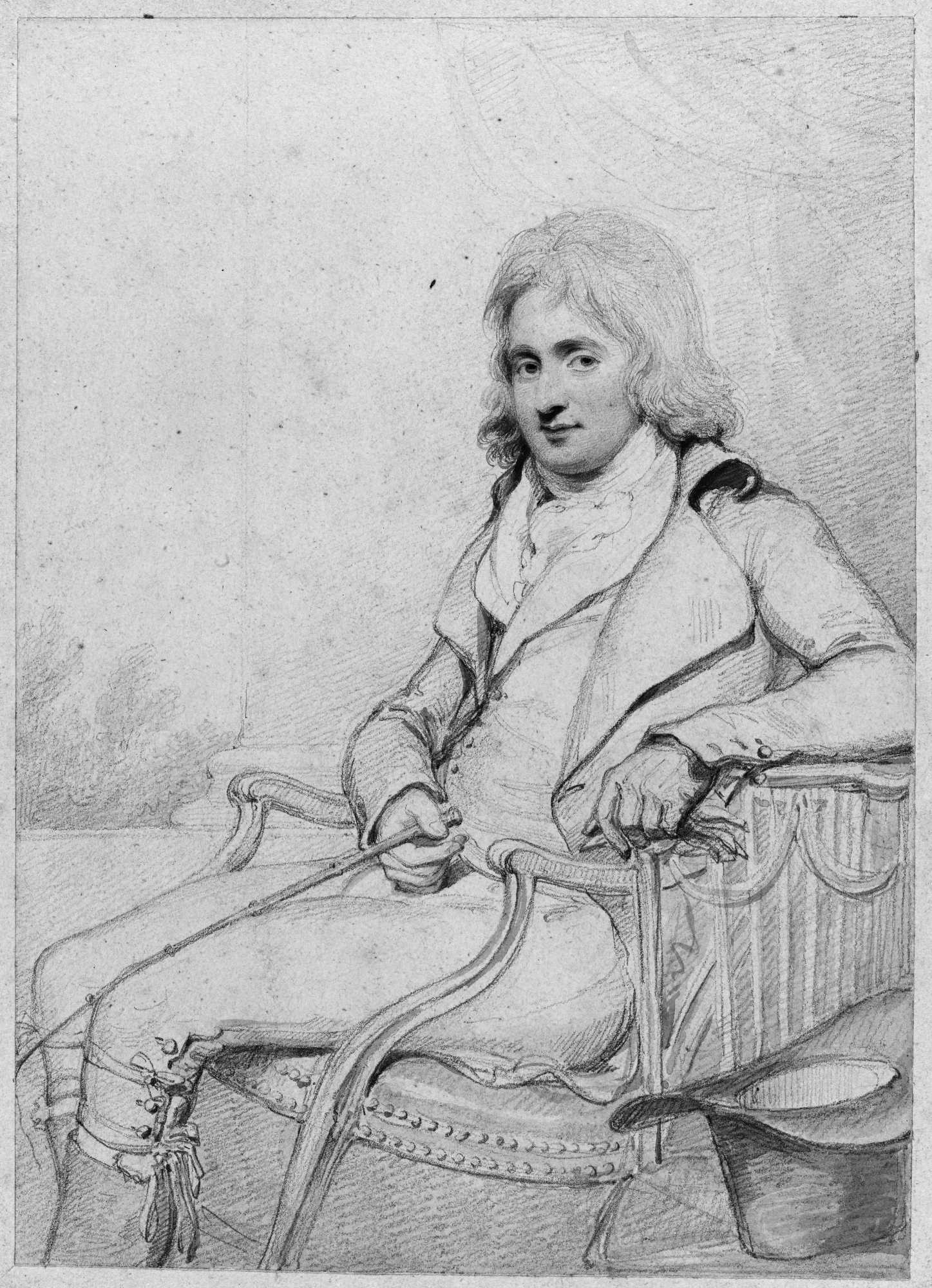
初代男爵チャールズ・エリス

その長男チャールズ・オーガスタス(1799-1868)は1803年に母方の曽祖父たる第4代ブリストル伯爵から古いイングランド貴族爵位「ハワード・ド・ウォルデン男爵」を継承した。彼は1845年にも父からシーフォード男爵を相続したため、以降は5代男爵まで両男爵位は継承権者を一にする。また、チャールズはポートランド公爵家令嬢ルーシーと結婚したため、結果的にロンドンの一等地メリルボーンの地所が男爵家にもたらされることとなった。
その子である3代男爵フレデリック(1830-1899)の代に、男爵家は「英国随一の裕福な貴族」と評された。フレデリックののちは、その息子トマスが爵位を襲った。
4代男爵トマス(1880-1946)は1917年に勅許を得て、その家名に祖母の姓「スコット(Scott)」を加えている。
5代男爵ジョン(1912-1999)が男子なく死去すると、シーフォード男爵は2代男爵の次男の子孫に遡って、親族のコリンが継承した。他方、ハワード・ド・ウォルデン男爵はジョンの4人の娘の間で停止したが、2004年に長女メアリー・ヘイゼル(1935-)に帰属する形で解消された。
その6代男爵コリン(1946-)が2020年現在の男爵家現当主である。

## シーフォード男爵（1826年）
- 初代シーフォード男爵チャールズ・ローズ・エリス（英語版） (1771–1845)
- 第2代シーフォード男爵チャールズ・オーガスタス・エリス (1799–1868) (1803年以降、ハワード・ド・ウォルデン男爵を継承)
- 第3代シーフォード男爵フレデリック・ジョージ・エリス（英語版） (1830–1899)
- 第4代シーフォード男爵トマス・イヴリン・スコット＝エリス（英語版） (1880–1946)
- 第5代シーフォード男爵ジョン・オズマエル・スコット＝エリス（英語版） (1912–1999) (1999年以降、ハワード・ド・ウォルデン男爵分離)
- 第6代シーフォード男爵コリン・ハンフリー・フェルトン・エリス (1946-)

### 註釈
1. ↑  1803年に第4代ブリストル伯爵が死去した際、彼には次男とその孫息子が存命であったにもかかわらず、長男の女系の孫息子にあたるチャールズに男爵位が帰属する形となった。
なお、ブリストル伯爵は次男が相続している。
2. ↑  6代男爵コリンは、2代男爵の次男ウィリアムの曾孫にあたる。